# Thur (Ill)
|  | No s'ha de confondre amb el Thur, riu suís, afluent del Rin. |

El Thur és un riu al departament de l'Alt Rin, Alsàcia, França, un afluent esquerre del riu Ill. Neix a la serralada dels Vosges, i flueix a través dels pobles Thann i Cernay. Desemboca al'Ill (un afluent del Rin), prop d'Ensisheim, al nord de Mülhausen.